# ポインセチア
ポインセチア（英: Poinsettia、学名 Euphorbia pulcherrima）はトウダイグサ科トウダイグサ属の植物。常緑性低木。学術上の標準和名はショウジョウボクであり、ポインセチアは通名である。日本では11月から12月ごろに茎の上にある葉が赤や桃色や乳白色に美しく色付く。クリスマスが近くなると花屋に鉢物が出回ることから「クリスマスフラワー」とも呼ばれる。そのため日本では（大雪から小寒の前日まで）の季語とされている。

## 形態
葉は薄く、楕円形。花はいわゆる杯状花序である。一般に花冠（花びら）と見られるものはその下に着く苞（葉）であり、これが赤く染まるのが鑑賞の対象となる。その赤さはキリストの血の色に例えられる。
原産はメキシコと中央アメリカ。原産国とされるメキシコ合衆国では、「ノーチェ・ブエナ」（原義は「素晴らしい夜」だが、通称として「クリスマス・イヴ」の意味を持つ）と呼ばれる。メキシコの伝説がアメリカ合衆国の初代メキシコ公使であったJ・R・ポインセットの知れるところになり、また真冬に花を咲かせることから、アメリカに伝わり、彼の名前がつけられた。
日本には明治時代に来た。和名はショウジョウボク（猩々木）。大酒飲みの赤い顔が特徴の、伝説上の動物である猩々に似ていることから名付けられたという。

## 特徴
短日植物で園芸植物としては開花を促すために 短日処理を行う（ポインセチアの場合、管理温度20-25°C、必要処理日数60-70日、開花到達日数80-90日）。
観葉植物として、クリスマスの時期にあわせて短日処理をして、紅葉させて緑色の葉色とのコントラストを楽しむ。ただし0℃を下回るような場所に放置すると葉が落ちてしまうので、クリスマスの時期の管理には注意が必要である。増やし方は、水を張った容器や、土に挿し木をすれば発根する（水に挿す場合は、水に挿す前に切り口から出る乳液状の樹液を拭き取っておく。時期により植物の活性が違うので活発な暖かい時期に行う）。園芸品種が近年多様化しており、従来の紅色に加えて、乳白色、淡い黄緑、ピンク、斑入りなどのバリエーションが楽しめる。強剪定にも耐える。
一般に鉢植えの植物というイメージが強いが、宮崎県宮崎市堀切峠の沿道には5万本以上植えられており、12月の開花時期には日南海岸の展望と合わせて名所となっている。小さな花が数個固まって咲いているため、1つの花のように見える。

## 類似種
よく似たものにショウジョウソウがある。全体によく似ているが草であり、幹は木質化しない。また、包葉も全部は色づかないのが普通である。日本では時に帰化植物としても見られる。

## 毒性
全草に有毒成分ホルボールエステル類が含まれ、皮膚炎・水疱などを引き起こす。致死的な毒ではないが、1919年にハワイで子供がポインセチアを食べて死亡した例が報告されている。ホルボールエステルには発がんプロモーション作用がある。

## 文化
花言葉を「祝福」「清純」「幸運を祈る」「私の心は燃えている」とする文献がある。